# 대한민국 제21대 국회의원 선거 비례대표 배분 방법
대한민국 제21대 국회의원 선거 비례대표 배분 방법은 2019년 12월 27일에 국회에서 공직선거법으로 통과된 새로운 방법이며 이전까지 실시했던 병립형 비례대표제가 아닌 병립과 연동 혼합형 비례대표제(준연동형 비례대표제)를 실시했다.

## 개요
대한민국 제21대 국회의원 선거에서는 지역구 국회의원 253명, 비례대표 국회의원 47명을 뽑아 총 300명의 국회의원을 선출한다. 임기는 2020년 5월 30일부터 2024년 5월 29일까지이며 별세, 사직, 당선 무효 등으로 인해 궐위일 경우 2021년, 2022년, 2023년에 있을 재보궐선거로 뽑으며 그 나머지 임기를 채우게 된다.

## 비례대표 국회의원 선출 방법
비례대표 국회의원은 이전 선거처럼 47명을 선출하며 이는 30+17 방식으로 선출하며 30명은 연동형으로, 17명은 병립형으로 선출한다.

### 30명 배분 방법
먼저 연동형으로 배분하는 30명 배분 공식은 다음과 같다.
```
{(국회의원 정수 - 의석 할당 정당이 추천하지 않은 지역구 국회의원 당선자 수)×해당 정당의 비례대표 국회의원 선거 득표 비율-해당 정당의 지역구 국회의원 당선자 수}÷2
```

여기서 언급된 의석 할당 정당이란 아래의 두 가지 조건 중 하나를 만족하는 정당을 말한다.
1. 임기 만료에 따른 비례대표국회의원선거에서 전국 유효 투표 총 수의 100분의 3 이상을 득표한 정당
2. 임기 만료에 따른 지역구국회의원선거에서 5석 이상의 의석을 차지한 정당

따라서 의석 할당 정당이 추천하지 않은 지역구 국회의원 당선자 수는 의석 할당 정당에 속하지 않는 정당 소속의 당선자 수와 무소속 당선자 수를 합한 값이 된다. 사례는 다음과 같다.
| 구분                      | 가당 | 나당 | 다당 | 라당 | 마당 | 무소속 | 합계 |
| ------------------------- | ---- | ---- | ---- | ---- | ---- | ------ | ---- |
| 지역구 국회의원 당선자 수 | 120  | 105  | 20   | 5    | 1    | 2      | 253  |
| 비례 득표 비율            | 50%  | 25%  | 5%   | 15%  | 5%   | -      | 100% |
| 연동 배분 의석 수         | 15   | 0    | 0    | 20   | 7    | -      | 42   |

이때 위 공식에서 소괄호 안에 들어갈 값은 국회의원 정수 300에서 의석 할당 정당이 추천하지 않은 지역구 국회의원 당선자 수에 해당하는 무소속 당선자 2명을 뺀 298이 된다.
이때 가당은 50%를 얻었으므로 (298×50%-120)÷2=(298×0.5-120)÷2=(149-120)÷2=29÷2=14.5가 된다. 결과 값이 정수가 아닌 경우에는 소수점 첫째 자리에서 반올림해서 배분한다. 따라서 가당의 30명 비례대표 의석 수는 14.5에서 반올림한 15명이 우선 당선된다.
이렇게 하다가 결과값이 음수로 나올 때도 있는데, 이럴 경우에는 0석이 된다.
나머지 당도 똑같이 하면 위와 같은 결과가 나온다.

#### 배분 결과 30 초과일 경우
위 표처럼 연동 배분 의석 수가 30명을 초과할 경우에는 다음과 같은 공식으로 조정한다.
```
30×연동 배분 의석 수÷각 연동 배분 의석 수의 합계
```

이때 결과 값에서 정수 부분으로 나온 수대로 먼저 배정한 다음 나머지는 소수점 이하 수가 큰 순으로 배분된다. 사례는 다음과 같다.
| 구분              | 가당 | 나당 | 다당 | 라당 | 마당 | 합계 |
| ----------------- | ---- | ---- | ---- | ---- | ---- | ---- |
| 연동 배분 의석 수 | 15   | 0    | 0    | 20   | 7    | 42   |
| 조정 의석 수      | 11   | 0    | 0    | 14   | 5    | 30   |

30위 표에서 가당이 얻게 될 30명 배분 최종 의석 수는 30×15÷42=450÷42=10.7142857...로 나온다. 같은 방법으로 라당, 마당의 최종 의석 수는 각각 14.285714…, 5.0으로 나온다. 이때 정수 부분을 합치면 10+14+5=29가 나오며 1석이 모자른다. 이때 소수 첫째 자리 수가 가장 높게 나타난 가당이 한 석을 더 얻게 된다. 따라서 가당은 11석, 라당은 14석, 마당은 5석을 갖게 된다.

#### 배분 결과 30 미만일 경우
연동 배분 의석 수가 30명이 되지 않을 경우에는 다음과 같은 공식으로 조정한다.
```
(30-각 연동 배분 의석 수의 합계)×비례대표 국회의원 선거 득표 비율
```

이런 경우에도 마찬가지로 정수 부분으로 나온 수대로 먼저 배정한 다음 나머지는 소수점 이하 수가 큰 순으로 배분된다. 사례는 다음과 같다.
| 구분              | 가당 | 나당 | 다당 | 라당 | 마당 | 합계 |
| ----------------- | ---- | ---- | ---- | ---- | ---- | ---- |
| 비례 득표 비율    | 50%  | 25%  | 5%   | 15%  | 5%   | 100% |
| 연동 배분 의석 수 | 10   | 8    | 5    | 1    | 1    | 25   |
| 잔여 배분 의석 수 | 3    | 1    | 0    | 1    | 0    | 5    |
| 최종 배분 의석 수 | 13   | 9    | 5    | 2    | 1    | 30   |

위 표에서 가당이 얻게 될 30명 배분 최종 의석 수는 (30-25)×50%=5×0.5=2.5로 나온다. 나머지 당도 똑같이 하면 각각 1.25, 0.25, 0.75, 0.25로 나온다. 이때 정수 부분을 합치면 2+1+0+0+0=3이고, 이미 배분된 25까지 합치면 28이 나오게 되므로 2석이 모자른다. 이때 소수 첫째 자리 수가 가장 높게 나타난 라당과 가당이 각각 한 석씩 더 얻게 된다. 따라서 가당은 3석, 나당은 1석, 라당은 1석을 더 갖게 된다.

### 17명 배분 방법
비례대표 국회의원 47명 중 연동형으로 뽑은 30명을 제외한 나머지 17명은 기존의 병립형을 이용하여 배분한다. 공식은 다음과 같다.
```
17×비례대표 국회의원 선거 득표 비율
```

이때도 정수 부분으로 나온 수대로 먼저 배정한 다음 나머지는 소수점 이하 수가 큰 순으로 배분된다. 사례는 다음과 같다.
| 구분           | 가당 | 나당 | 다당 | 라당 | 마당 | 합계 |
| -------------- | ---- | ---- | ---- | ---- | ---- | ---- |
| 비례 득표 비율 | 50%  | 25%  | 5%   | 15%  | 5%   | 100% |
| 배분 의석 수   | 8    | 4    | 1    | 3    | 1    | 17   |

위 표에서 가당이 얻게 될 17명 배분 최종 의석 수는 17×50%=17×0.5=8.5로 나온다. 나머지 당도 똑같이 하면 각각 4.25, 0.85, 2.55, 0.85로 나온다. 이때 정수 부분을 합치면 8+4+0+2+0=14가 나오게 되므로 3석이 모자른다. 이때 소수 첫째 자리 수가 가장 높게 나타난 다당과 라당, 마당이 각각 한 석씩 얻게 된다. 따라서 가당은 8석, 나당은 4석, 다당은 1석, 라당은 3석, 마당은 1석을 갖게 된다.
사례에 나온 최종 의석 수는 다음과 같다.
| 구분                        | 가당 | 나당 | 다당 | 라당 | 마당 | 무소속 | 합계 |
| --------------------------- | ---- | ---- | ---- | ---- | ---- | ------ | ---- |
| 지역구 국회의원 당선자 수   | 120  | 105  | 20   | 5    | 1    | 2      | 253  |
| 비례 득표 비율              | 50%  | 25%  | 5%   | 15%  | 5%   | -      | 100% |
| 연동 배분 의석 수           | 14   | 0    | 0    | 20   | 7    | -      | 41   |
| 조정 의석 수                | 11   | 0    | 0    | 14   | 5    | -      | 30   |
| 병립 배분 의석 수           | 8    | 4    | 1    | 3    | 1    | -      | 17   |
| 비례대표 국회의원 당선자 수 | 18   | 4    | 1    | 18   | 6    | -      | 47   |
| 총 국회의원 수              | 138  | 109  | 21   | 23   | 7    | 2      | 300  |

## 같이 보기
- 대한민국 제21대 국회의원 선거
- 대한민국 제21대 국회의원 선거 선거구 획정